# Allen Leech
Pour les articles homonymes, voir Leech.
Allen Leech, né le 18 mai 1981 à Killiney, Irlande, est un acteur irlandais de cinéma, de théâtre et de télévision, célèbre pour son rôle de Tom Branson, dans la série Downton Abbey.

## Biographie
Allen Leech étudie l'art dramatique au Trinity College de Dublin.
En 2003, Il se fait connaître en Irlande, pour son rôle dans le film Cowboys & Angels, pour lequel il est nommé dans la catégorie : révélation masculine de l'année, aux Irish Film and Television Awards. Il est également nommé aux IFTA en 2006, dans la catégorie : meilleur acteur de télévision, pour son rôle dans la série télévisée Love is the Drug, puis en 2007, comme meilleur second rôle masculin à la télévision, pour son rôle dans la série Legend.
En 2007, le rôle de Marcus Vipsanius Agrippa, dans la série Rome, le fait connaître au niveau international.
Depuis 2010, il est connu pour son rôle de Tom Branson, dans la série à succès Downton Abbey (son personnage ayant la particularité de passer de chauffeur à époux de la fille du comte).
En 2018, il incarne Paul Prenter, l'agent personnel et amoureux de Freddie Mercury dans le biopic Bohemian Rhapsody.
En 2019, il reprend son rôle de Tom Branson, dans le film Downton Abbey (adaptation au cinéma de la série du même nom).

## Filmographie

### Cinéma
- 2001 : Reconnu coupable : le policier
- 2003 : Cowboys & Angels : Vincent Cusack
- 2004 : Man About Dog (en) : Mo Chara
- 2009 : Le Secret de Green Knowe : Fred Boggis
- 2010 : Rewind : Karl
- 2012 : The Sweeney de Nick Love : Simon Ellis
- 2012 : In Fear : Max
- 2013 : Grand Piano d'Eugenio Mira (en)
- 2014 : The Imitation Game de Morten Tyldum
- 2017 : The Professional (Hunter's Prayer) de Jonathan Mostow : Richard Addison
- 2018 : Bohemian Rhapsody de Bryan Singer : Paul Prenter
- 2019 : Downton Abbey de Michael Engler : Tom Branson
- 2022 : Downton Abbey 2 : Une nouvelle ère de Simon Curtis : Tom Branson
- 2025 : Downton Abbey 3 de Simon Curtis : Tom Branson

### Télévision
- 2000 : Inion an Fhiaclora : Rory
- 2003 : Benedict Arnold: A Question of Honor : L'officier britannique
- 2004 : Battlefield Britain : Jacobite (1 épisode)
- 2004 : Love is the Drug (4 épisodes) : Shane Kirwan
- 2006 : Legend (6 épisodes) : Willy
- 2007 : Rome (8 épisodes) : Marcus Vipsanius Agrippa
- 2007 : Deep Breaths : Danny
- 2008 : Heroes and Villains : Edeco (1 épisode)
- 2008 : Factory Farmed
- 2010 : Les Tudors (3 épisodes) : Francis Dereham
- 2011 : Nick Cutter et les Portes du temps (1 épisode) : Officier Sam Leonard
- 2011 : Black Mirror : Pike (1 épisode)
- 2010-2015 : Downton Abbey : Tom Branson
- 2017 : Bellevue : série au Canada
- 2019 : Good Doctor : Ariel Reznick (Frère du Dr Morgan Reznick, Saison 3 épisode 13)

### Jeux vidéo
- 2012 : Assassin's Creed III : Thomas Hickey
- 2015 : The Witcher 3: Wild Hunt : Hjalmar an Craite